# Adonis (musicien)
Pour les articles homonymes, voir Adonis.
Adonis est un compositeur et producteur américain de musique électronique. Il contribue au développement de la scène Chicago house. Après avoir joué de la basse pour différents groupes de jazz et de funk, il entame vers le début des années 1980 une carrière personnelle et réalise ses premières compositions.
Son titre No Way Back figure dans la liste des « 20 meilleurs disques de Chicago house » selon le magazine Rolling Stone et est considéré comme un classique de la house,.

## Biographie
Adonis pratique de la house « brute » des premières heures (No Way Back, Rockin' Down the House, The Poke) mais aussi de l'acid house (H.O.U.S.E., Tom Tom, Clap Me) et la deep house (Lost in the Sound). Vers la fin des années 1970 et le début des années 1980, il joue de la basse dans un jazz band, le groupe Infinity, avec Larry Heard. Il est aussi, avec Marshall Jefferson et Vince Lawrence, l'un des membres du groupe Virgo.
En 2019, le titre Lost In the Sound fait partie de la bande-son de l'exposition Électro : de Kraftwerk à Daft Punk.